# モプラ望遠鏡
モプラ望遠鏡は、オーストラリア国立望遠鏡機構が運用する直径22メートルの電波望遠鏡である。オーストラリアニューサウスウェールズ州クーナバラブラン近郊に位置する。モプラ（Mopra）という名前は、望遠鏡建設地近くにあるMopra Rockという奇岩にちなんだものである。またこの近くには、サイディング・スプリング天文台も立地している。
モプラ望遠鏡の観測波長は、ミリ波である。オーストラリア内にある他の電波望遠鏡（オーストラリアコンパクト電波干渉計、直径64メートルパークス天文台など）と組み合わせて、超長基線電波干渉計(VLBI)として使用することもできる。
2006年から使われているモプラ分光計(MOPS)は一度に8GHzが観測でき、その中から自由に16個の138MHz帯域を選ぶズームモードも搭載されており、高い周波数分解能を得ることができる。
モプラ望遠鏡に搭載されている受信機は、主に波長3ミリメートル（周波数 75-115 GHz）の電波を観測することができる。また、波長7ミリメートル、12ミリメートルの電波を観測することのできる受信機も搭載されている。
2006年までは、観測者は直接モプラ望遠鏡の場所まで行って現地で望遠鏡の運用を行っていたが、2006年冬からはオーストラリアコンパクト干渉計の観測施設からモプラ望遠鏡を遠隔運用する形になっている。